# حکیم ملک
حکیم ملک (انگلیسی: Hakim Malek؛ زادهٔ ۴ آوریل ۱۹۷۲) بازیکن فوتبال اهل فرانسه است.